# Drosophila nepalensis
Drosophila nepalensis este o specie de muște din genul Drosophila, familia Drosophilidae, descrisă de Toyohi Okada în anul 1955. Conform Catalogue of Life specia Drosophila nepalensis nu are subspecii cunoscute.